# Blackstar (gruppo musicale)
I Blackstar (o Blackstar Rising) furono un gruppo heavy metal inglese della fine degli anni novanta. Furono fondati da Jeff Walker, Ken Owen e Carlo Regadas e si possono considerare una naturale evoluzione dell'esperienza dei Carcass. Nella loro musica erano presenti venature blues unite a un cantato di tipo growl. Pubblicarono un unico album, Barbed Wire Soul, per poi sciogliersi in seguito alla malattia del batterista Owen. In alcune zone l'album fu distribuito, forse per motivi legali, col nome del gruppo riportato come Blackstar Rising.

## Formazione
- Jeff Walker – basso, voce
- Carlo Regadas – chitarra solista
- Mark Griffiths – chitarra ritmica
- Ken Owen – batteria

## Discografia

### Album in studio
- 1997 – Barbed Wire Soul

### Demo
- 1996 – Promo 96